# Koksovna Karolina
Koksovna Karolina (Koksbetrieb Karolina in Ostrau) byla koksovna, která se nacházela v blízkosti centra Moravské Ostravy mezi dolem Karolina a Žofinskou hutí. Byla založena Salomonem Mayerem Rothschildem (1774–1855) jako součást jeho kamenouhelných dolů. Součástí koksovny byla briketárna a elektrocentrála (elektrárna).

## Historie

### Výstavba koksovny
Vznik koksovny Karolina je spjat se stejnojmenným dolem Karolina, v jehož blízkosti byla v roce 1858 postavena. Bylo to v místech Schüllerovy huti, to je mezi dolem Karolina a později vybudovanou Žofinskou hutí. Důvodem výstavby byla blízkost zdroje kvalitního koksovatelného uhlí z dolu Karolina. Výstavbu koksovny provázely protesty radních z Moravské Ostravy. Radní se oprávněně obávali zhoršeného ovzduší. Tyto spory se vedly až do roku 1861. V roce 1858 byly uvedeny do provozu první úlové pece. V roce 1860 a 1865 přibyly plamenné koksovací pece typu Dulait, v roce 1873 typ Gobiet. V roce 1870 byly postaveny  koksovací baterie typu Ringel a 3 koksovací baterie Coppée o 102 komorách. V roce 1870 koksovna Karolina se stala součástí Vítkovického horního a hutního těžířstva jako samostatný závod. V roce 1889 a 1890 byly, v rámci přestavby koksovny Karolina, původní pece nahrazeny třemi bateriemi systém Otto, které měly po 40 komorách a byla zahájeno zpracování druhotných surovin. V roce 1897 byly doplněny o dalších 90 komor Otto-Hoffmann, a byly postupně doplňovány: v roce 1904 o 40 komor, v roce 1906 o 80 komor. Další modernizace probíhala v letech 1914–1918 postupnou výstavbou tří baterií Koppers, které nahradily dosavadní koksové baterie. První baterie byla vytápěná koksovým plynem, opatřena rampou na koks a hašení koksu bylo prováděno vodou. Koksovací baterie 2 a 3 byly vytápěny koksovým nebo kychtovým plynem z vysokých pecí Vítkovických železáren (VŽ), hašení koksu vodou, ruční nakládání.  V letech 1925–1926 bylo nainstalováno pro baterii 4 a 5 (75 nových pecí) suché chlazení koksu zásobníkového typu Sulzer. Teplo žhavého koksu sloužilo k výrobě páry. Po 12 letech v roce 1938 byla stanice zrušena z důvodů narůstající náročnosti oprav a údržby. Baterie 4 a 5 byly vytápěny koksovým nebo kychtovým plynem z VŽ, suché hašení koksu se strojním tříděním a dopravou až do vagónů. U všech pecí byl sypný provoz. V roce 1929 byla denní produkce koksu 1900 tun. Po znárodnění v roce 1945 se stává součástí Ostravsko-karvinských kamenouhelných dolů národní podnik. V roce 1947 byly odstaveny koksové baterie z let 1914, 1916 a 1918 a nahrazeny novými bateriemi č. 5 a 6. V roce 1952 byla koksovna Karolina začleněna do nově vzniklého podniku Ostravsko-karvinské koksovny n. p. V letech 1971 až 1972 (období, kdy byla zrušena Žofínská huť) byl vyrobený koks dodáván do železáren Donawitz v Rakousku. Koksovna Karolina byla v provozu do roku 1982 a koksové  baterie byly odstaveny v červnu 1985.

#### Výstavba koksových pecí v koksovně Karolina
Dle
| Rok       | Systém, typ   | Počet pecí, komor | Baterie | Výkon [t/den/pec]             | Poznámka                                                               |
| --------- | ------------- | ----------------- | ------- | ----------------------------- | ---------------------------------------------------------------------- |
| 1858      | úlové pece    | 4                 |         |                               |                                                                        |
| 1860      | Dulait        | 3                 |         |                               |                                                                        |
| 1865      | Dulait        | 56                |         |                               |                                                                        |
| 1870      | Ringel        | 28                | 4       | 130 pecí o výkon 86 000 t/rok | plnění 5 t, 32 hod. koksovací doba, pěchování,                         |
| 1870      | Coppée        | 36                | 1       | 130 pecí o výkon 86 000 t/rok | plnění 2 t, 24 hod. koksovací doba,                                    |
| 1870      | Coppée        | 36                | 2       | 130 pecí o výkon 86 000 t/rok | plnění 4,5 t, 36 hod. koksovací doba,                                  |
| 1870      | Coppée        | 30                | 3       | 130 pecí o výkon 86 000 t/rok | plnění 6,5 t, 48 hod. koksovací doba,                                  |
| 1889–1890 | Otto          | 120               |         |                               | postupně rozšířeno na 135 pecí, zahájeno zpracování druhotných surovin |
| 1897      | Otto-Hoffmann | + 90 komor        |         |                               |                                                                        |
| 1904      | Otto-Hoffmann | + 40              |         |                               |                                                                        |
| 1906      | Otto-Hoffmann | + 80              |         |                               | zdokonalené pece                                                       |
| 1914      | Koppers       | 40 komor          | 1       | 6                             | pěchovací, hašení vodou, ukončen provoz v roce 1947                    |
| 1916      | Koppers       | + 40              | 2       | 6                             | sypný provoz, hašení vodou, ukončen provoz v roce 1947                 |
| 1918      | Koppers       | + 61              | 3       | 7                             | sypný provoz, hašení vodou, ukončen provoz v roce 1947                 |
| 1926      | Koppers       | 75 pecí           | 4 a 5   | 10                            | suché chlazení Sulzer, sypný provoz                                    |
| 1944      | Koppers       | 5 baterií         | 1 až 5  |                               | sypný provoz                                                           |
| 1947      | Koppers       | 75 komor          | 6 a 7   |                               | nová konstrukce, sypný provoz                                          |
| 1976      | Koppers       | 75                | 6 a 7   | 13                            | sypný provoz                                                           |

### Úpravna uhlí a koksovna Karolina
dle
Součásti koksovny Karolina bylo uhelné prádlo z roku 1870. V roce 1906 bylo postaveno prádlo, systém Baum s kapacitou 100 tun surového uhlí za hodinu. Zpracovávalo se uhlí z jam Šalomoun, Hlubina, Louis, Anselm a Oskar a částečně z jámy Terezie a Ida. Úpravna byla  postavena  Vítkovickými  železárnami  v licenci firmy Schűchtermann-Kremer-Baum o výkonu 100 t/hod. Dominantou byla funkcionalistická budova prádla z roku 1927 (zbořena v létě 1989). Současně pracovala pro koksovnu Karolina úpravna (prádlo) Schűchtermann-Kremer na jámě Terezie, která zpracovávala uhlí z jámy Ida, Terezie a Anselm, s výkonem 65 t/hodinu. Nová úpravna uhlí byla vybudována v roce 1931 a byla uzpůsobena tak, aby mohla přijímat k úpravě uhlí ze všech dolů OKR. Rekonstrukcemi dosáhla úpravna instalovaného výkonu 200 t/hod. Úprava surového uhlí 0–80 mm se prováděla v pístových sazečkách Baum, ve třech zrnitostních třídách (0,5–8 mm, 8–20 mm a +20 mm). Zrno 0–0,5 mm bylo v surovém stavu přidáváno do praného uhlí nebo v případě potřeby bylo upravováno flotací. Prané uhlí bylo míseno a dopravováno do zásobníků jednotlivých koksovacích baterií. Činnost úpravny byla ukončena v prosinci 1986.
Moderní třídírna koksu byla postavena Vítkovickými železárnami a uvedena do provozu v roce 1922, zásobníky na drobný koks měly obsah 90 t. Koks, pro který se nenašel odběratel, byl vyvážen do prostoru bývalé centrální koksovny na haldu.

### Kotelna
Kotelna koksovny Karolina měla 3 kotle typu Garbe, každý s výhřevnou plochou 400 m2, dva kotle typ Dürr-Gehre, každý s výhřevnou plochou 250 m2, 3 kotle typu Cornwall, každý s výhřevnou plochou 120 m2. Celková plocha činila 2060 m2. Kotle byly vybaveny předehřívači páry. K topení se používala směs uhelných kalů a prachového uhlí. Tuto kotelnu nahradilo od roku 1926 suché chlazení zásobníkového typu Sulzer od firmy Winterthur, Švýcarsko, na koksových bateriích 4 a 5. Vytlačený koks putoval speciálním vagonem do chladicí komory o obsahu 80 tun. Nad chladicí komorou byl kotel typu Gabre s výhřevnou plochou 1200 m2. Žhavým koksem procházel chladicí inertní plyn, který pak odevzdal teplo průchodem přes kotel. Po ochlazení se opět vracel k dalšímu cyklu chlazení. Koks byl ochlazen z 1000 °C na 150 °C. Po vysypání z chladicí komory měl ještě teplotu 70–100 °C. Doba chlazení byla 4 hodiny. Vyrobená pára,15 t/hod., pokryla denní spotřebu koksovny, briketárny  i sousedních závodů. Zařízení bylo umístěno v budově, která měla výšku 25 m. K hašení koksu byly postaveny tři chladicí soustavy, z nichž dvě byly v provozu a třetí v záloze. V roce 1938 byla stanice zrušena z důvodů narůstající náročnosti oprav a údržby.

### Vodárna
Pro koksovnu Karolina byla voda čerpána z řeky Lučina čtyřmi čerpadly. V roce 1931 dodávka vody činila 10–15 m3/s pro koksovnu a sousední závody. Pro chlazení ložisek a napájení kotlů se využívala voda z městského vodovodu. Pro kotle se tato voda předehřívala především v chladičích v benzolce. Taktéž pro potřeby kotelny byla využita kondenzační voda z ochlazené páry. Regulace vodního hospodářství umožňovala záměnu říční vody z Lučiny za vodu z městského vodovodu a naopak. Odpadní horká voda a pára se používala k vytápění objektů koksovny a jámy Šalomoun, využívala se na prádle a k hašení koksu.

### Vedlejší produkty
Ze surového koksárenského plynu (výsledek karbonizace uhlí) se získával dehet, smola, čpavek, naftalen, benzol, síran amonný a ferokyanid draselný.
V koksovně Karolina byla zavedena výroba síranu amonného z čpavkové vody, v roce 1931 byla denní výroba 22 tun. K výrobě soli bylo k dispozici 100 t kyseliny sírové v 7 zásobnících. Původní sušicí bubny byly nahrazeny sušicím zařízením Bellmann, kde sůl byla dopravována v potrubí předehřátým stlačeným vzduchem a zároveň se sušila.  
K závodu na síran amonný patřila stanice na zhuštěnou čpavkovou vodu a stanice na získání ferokyanidu draselného. Koksovna Karolina dodávala  Moravskoostravským chemickým závodům ferokyanid draselný, který byl získáván z vypraného koksárenského plynu. Byl určen k výrobě barviv.
Benzolka (závod na získání benzolu) zabezpečovala výrobu benzolu a naftalenu. V propíracích kolonách byl benzol jímán do lehkého propíracího oleje a v destilačních kolonách pomocí páry se odehnala nasycená směs benzolu. Vlastní benzol byl získáván v rektifikačních kolonách. Výroba v roce 1931 činila 22 t za den, benzol se skladoval v 8 nádržích po 140 t a ve dvou  nádržích po 80 tunách. Naftalen byl získáván z chladicí vody ochlazením v chladičích a v podzemních nádržích se ochlazená voda zbavila naftalenu.
Vyčištěný koksárenský plyn byl také dodáván do Vítkovických železáren potrubím o průměru 500 mm a 900 mm, které bylo 2,7 km dlouhé.
V roce 1931 se uváděl poměr vedlejších produktů takto: Výroba koksu za 24 hodin 1900 tun (100%) koksárenský plyn 800 000 m3/24 hodin, podíl z vyrobeného koksu byl u dehtu 3,55%, smoly 0,21 %, naftalen 0,04 %, benzol 1,30 %, síran amonný 1,35 %.

### Doprava
V roce 1909 byla koksovna Karolina spojena lanovou dráhou s doly Terezie a Ida a s doly Karolina a Šalomoun byla spojena mosty s řetězovou dráhou. Most ze Šalomounu byl 286 m dlouhý.  

#### Lanová dráha
Lanovka vedla z dolu  Ida na důl Terezie (Petr Bezruč), byla dlouhá 2,5 km a  byla dána do provozu v roce 1909. Z dolu Terezie vedla lanovka nad Starou Kuželnou a starou střelnicí, přes Ostravské výstaviště na koksovnu Karolina. Lanovka měla dva lomy a byla 2,41 km dlouhá. Úsek byl dán do provozu v roce 1928. Tuto lanovku postavila firma bratří Špačků. Lanovka zabezpečovala dopravu uhlí do koksovny Karolina a z koksovny odsun jaloviny z třídírny a prádla. Délka nosného lana byla 2400 m. Průměr lana pro transport uhlí byl 45 mm, pro transport jaloviny 36,4 mm. Hmotnost přepravovaného uhlí byla až 960 kg na vozík, u jaloviny až 1020 kg. Zavěšené vozíky byly od sebe vzdáleny 50 m a byly taženy rychlostí 2,2 m/s. Výkon lanovky činil 150 t/hod. pro uhlí a 50 t/hod. pro jalovinu. Tažné lano o průměru 19 mm mělo délku 4970 m. Pohon zajišťoval elektromotor, hnací kotouč měl průměr 3 m.
Lanovou dráhu připomínají dodnes názvy ulic Lanová, Pod Lanovkou a Před Lanovkou.

#### Železnice
Úzkorozchodnou vnitropodnikovou tratí byla spojena s Žofinskou hutí, sloužila k transportu koksu. Přebytečný koks byl vyvážen na haldu v prostoru bývalé centrální koksovny úzkokolejnou dráhou 1,6 km dlouhou. Železnice byla zřízena v roce 1858 Amselmem Salomonem von Rothschildem (1803–1874), od roku 1861 přešla vlečka do majetku Severní dráhy císaře Ferdinanda, nákladiště pro až 50 vagónů zůstalo v majetku koksovny. Vlečka odbočovala v km 2,944 hlavní tratě Báňské dráhy. S rozšiřováním koksovny Karoliny se zvětšilo i nákladiště. V roce 1931 mělo koleje o délce 5,25 km s kapacitou až 150 vagónů po 10 t.

## Chemický závod
Zajímavostí byl samostatný chemický závod, který vznikl v roce 1926 z laboratorního provozu koksovny Karolina. Projekt budovy chemické laboratoře koksovny Karolina vypracoval v roce 1907 známý architekt Felix Neumann (1860–1942). Od roku 1953 byl chemický závod označován jako Ostravit (podle důlní trhaviny). V roce 1958 byla chemička připojena k Moravským chemickým závodům v Mariánských Horách. Produkovala řadu chemikálií, jejichž výroba byla ukončena v roce 1972.  

## Briketárna
dle 
Briketárna byla zřízena v roce 1909. Původně určená k briketování uhelného bahna, což se neosvědčilo. V briketárně bylo zpracováváno nespékavé prachové uhlí z dolu Anselm v Petřkovicích. Provoz briketárny byl přerušován. V letech 1924–1925 byla briketárna rozšířena a její výrobní kapacita zvýšená.
Prvními stroji na výrobu briket byly dva pákové lisy typu Couffinhal vyrobené firmou Schüchtermann & Kremer, Dortmund, které vyráběly tří- nebo jedno-kilové cihlové brikety s výkonem 6 nebo 4 tuny za hodinu. Dalším strojem byl Tiglerův lis, který mohl vyrábět více kusů briket najednou a také různé velikosti. Jeho výkon byl 4 až 11 tun za hodinu. Lisy firmy Demag, Duisburg, byly dva a měly obdobný výkon jako lis Tiglerův. Odběratelé cihlových briket byly výhradně státní dráhy a jen menší množství odebíraly průmyslové podniky. V roce 1923 byl uveden do provozu podvojný válcový lis systém Demag na výrobu vejčitých briket tzv. bulet. Buleta vážila 64 gramů a stroj jich vyprodukoval za hodinu 15 tun. Výrobní kapacita se zvýšila z 270 tun na 900 tun za den, což v ročním objemu činilo z původních 81 000 tun zvýšení na 270 000 tun, z toho 162 000 tun briket a 108 000 tun bulet. Polétavý prach byl odsáván odprašovacím Bethovým systémem a byl jímám ve filtrační skříní a odtud byl transportován buď do pytlů nebo do briketové směsi. Pro úsporu koksárenské smůly byla využívána Martelova briketovací metoda, která využívala jemně rozprášený dehet vstřikován pod parou do směsi. Zároveň se zvýšila i pojivost smůly ve směsi. Úspora smůly činila o 1–1,5% na briketu. V roce 1931 se uvádí, že v provozu byly 4 lisy typu Couffinhal o celkové kapacitě 24 t/hod. briket a 1 válcový lis s kapacitou 15 t/hod. bulet.

### Výroba koksu a briket ve vybraných letech

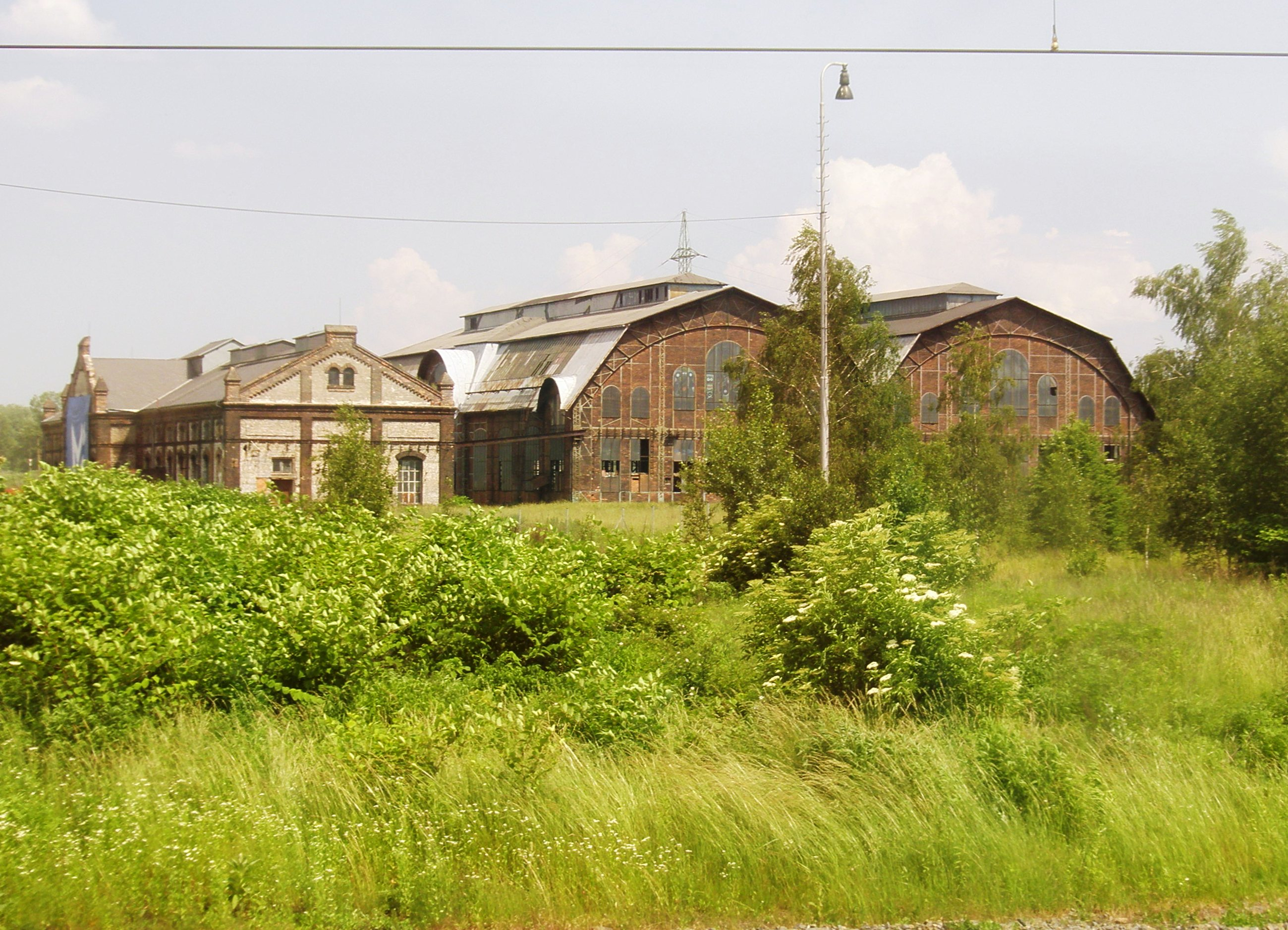
Elektrická rozvodna koksovny Karolina a dvojhalí elektrocentrály Žofinské huti

dle
| rok         | 1891                                                                                  | 1895                                                                                  | 1898                                                                                  | 1901                                                                                  | 1905                                                                                  | 1907                                                                                  | 1909                                                                                  | 1914                                                                                  | 1919                                                                                  | 1927                                                                                  |
| koks [t]    | 130 833                                                                               | 150 038,4                                                                             | 223 317,6                                                                             | 251 471,8                                                                             | 255 603,1                                                                             | 306 870                                                                               | 380 650                                                                               | 232 820                                                                               | 168 420                                                                               | 496 600                                                                               |
| brikety [t] |                                                                                       |                                                                                       |                                                                                       |                                                                                       |                                                                                       | 735                                                                                   | 15 729                                                                                | 30 432                                                                                | 4 075                                                                                 | 84 500                                                                                |
| rok         | 1930                                                                                  | 1932                                                                                  | 1940                                                                                  | 1944                                                                                  | 1945                                                                                  | 1950                                                                                  | 1960                                                                                  | 1965                                                                                  | 1975                                                                                  | 1983                                                                                  |
| koks [t]    | 461 200                                                                               | 83 000                                                                                | 620 000                                                                               | 569 000                                                                               | 209 000                                                                               | 618 000                                                                               | 613 400                                                                               | 552 900                                                                               | 344 200                                                                               | 328 600                                                                               |
| brikety [t] | 46 400                                                                                | 143 000                                                                               | 184 300                                                                               | 169 600                                                                               | 20 400                                                                                |                                                                                       |                                                                                       |                                                                                       |                                                                                       |                                                                                       |
| poznámka    | Od roku 1931 je výroba briket vykazována pod samostatným závodem Briketárna Karolina. | Od roku 1931 je výroba briket vykazována pod samostatným závodem Briketárna Karolina. | Od roku 1931 je výroba briket vykazována pod samostatným závodem Briketárna Karolina. | Od roku 1931 je výroba briket vykazována pod samostatným závodem Briketárna Karolina. | Od roku 1931 je výroba briket vykazována pod samostatným závodem Briketárna Karolina. | Od roku 1931 je výroba briket vykazována pod samostatným závodem Briketárna Karolina. | Od roku 1931 je výroba briket vykazována pod samostatným závodem Briketárna Karolina. | Od roku 1931 je výroba briket vykazována pod samostatným závodem Briketárna Karolina. | Od roku 1931 je výroba briket vykazována pod samostatným závodem Briketárna Karolina. | Od roku 1931 je výroba briket vykazována pod samostatným závodem Briketárna Karolina. |

## Elektrická ústředna (elektrárna)
dle
Roku 1905 byla při koksovně zřízena elektrická ústředna, která dodávala energii mnohým šachtám v okolí. V roce 1905 byly ve staré strojovně instalovány motory (celkem 6 kusů) systém Otto na koksárenský plyn, vyrobené ve Vítkovických železárnách. Výkon každého byl 600 HP. Připojené třífázové alternátory měly výkon 440 kW každý, výrobce firma Ganz & Co., Budapešť. Později byla instalována parní turbína systém Rateau o výkonu 1600 HP, vyrobená Škodovými závody v Plzni. V roce 1911 byla instalována parní turbína o výkonu 3 000 HP, která poháněla alternátor firmy Ganz & Co. s výkonem 2 000 kW. V roce 1913 byla v blízkosti staré strojovny postavena trafostanice se čtyřmi olejovými transformátory, každý pro 500 kVA, transformovalo se napětí z 5 250 na 3000 V. 
V roce 1918 byly postavena nová strojovna s kotelnou, kde byla instalována parní turbína systém Škoda o výkonu 6 000 kW (3000 V, 3000 otáček za minutu). Alternátor dodala firma Siemens-Schuckert. V kotelně bylo instalováno 5 kotlů systém Gabre s celkovou výhřevnou plochou 3 000 m2 vyrobených ve Vítkovických železárnách. Tlak páry 15 atm, teplota 300–350 °C. V letech 1923–1924 byla postavena nová rozvodna a provedeno napojení přes elektrárnu František  společnosti SDCF dolů Anselm a dále dolu Oskar v Petřkovicích. Zvyšující spotřebu elektrické energie tato soustrojí nestačila uspokojit, proto byla zvolena poprvé parní turbína pro tlak páry 100 až 110 atm. V roce 1925 byla uvedena do provozu parní turbína o výkonu 26 000 HP při 3 000 otáčkách za minutu, tlak páry 100–110 atm, teplota páry 450–500 °C. Dodala firma První brněnská strojírna, Brno včetně zařízení pro kondenzaci páry. Turbína poháněla přímo alternátor třífázový  o 23 000 kVA (při 5 350 V) dodaný firmou Siemens & Co. Zajímavé řešení měla čerpadla pro oběh kondenzační vody a vývěvy. Byly napojeny jak na třífázový elektrický motor (o 450 HP, 730 ot/min.) přímo z jedné strany, tak na druhé straně přes ozubená kola na parní turbínu. Kondenzace měla chladicí plochu 2 200 m2 což vystačilo pro kondenzaci 70 tun páry za hodinu. Chlazení alternátoru uzavřená vzduchová cirkulace. Vzduch, který prošel alternátorem, postupoval přes trubky chlazené vodou, kapacita 40 m3/s. Další vysokotlaká turbína Brown-Boveri o výkonu 36 000 kW byla uvedena do provozu v roce 1931 (květen). Alternátor měl výkon 48 000 kVA (5350 V) při 3 000 ot./min. Tlak páry byl 110 atm a její teplota 500 °C. Chlazení alternátoru bylo opět v uzavřeném okruhu vzduchem, výkon 30 m2/s. Výrobu páry zajišťovalo 5 kotlů systému Löffler, které byly vyrobeny ve Vítkovických železárnách. Kotle byly postupně uváděny do provozu od roku 1927 (konec roku) do roku 1931. První kotel dodával 15 tun páry za hodinu. Kotly uvedené v roce 1930 vyráběly 40 až 50 tun páry za hodinu, kotle uvedené do provozu v roce 1931 měly výkon 60 až 75 tun páry za hodinu. Kotly byly uzpůsobeny na práškové topení systému Vítkovických železáren. Uhelný prach byl dodáván z ústřední mlýnice, která byla vybavena čtyřmi Fullerovými mlýny, každý o kapacitě 10 až 15 t/hod. Směs uhlí a mouru bylo vysoušeno protiproudovým systémem kouřovými plyny, které byly přiváděny z kotelny. Neupravené palivo o vlhkosti až 20% bylo vysoušeno na hodnotu až pod 1 % vlhkosti. Původní kotle Gabre byly upraveny tak, že čtyři měly posuvný rošt a pátý byl  uzpůsoben na práškové topení. Kotle vyráběly páru o tlaku 15 atm. pro pohon turbín pohánějící čerpadla oběhu vysokotlaké páry v Löfflerových kotlech. Turbíny měly výkon 6 000 kW a 18 000 kW.
Elektrárna byla uzavřena v roce 1974. Ještě do roku 1983 sloužila jako teplárna pro zásobování Ostravy parou a teplou vodou. Demolice objektů proběhla v létech 1999–2005. Z někdejší elektrárny zůstala jen budova rozvodny tzv. Elektrocentrály (Elektrische centrale). Elektrárenská rozvodna je zděná přízemní budova z režného zdiva. Na fasádě je použita kombinace bílých a červených cihel. Plochy fasády jsou z bílých cihel zvýrazněné ozdobnými římsami, nadokenními klenbami, rizality a sloupy z červených cihel. V roce 1991 byla elektrocentrála prohlášena kulturní památkou ČR. V roce 2014 byla opravena a revitalizovaná stavba předána do užíváni veřejnosti spolu s dvojhalím, pod novým názvem Trojhalí Karolina. V budově elektrocentrály (plocha 1200 m2) jsou dvě tělocvičny a podzemím se dá projít až do areálu obchodního centra Forum Nová Karolina.

## Likvidace koksovny Karolina a vznikNové Karoliny
Důl Karolina byl uzavřen v roce 1933. Žofinská huť byla uzavřena v roce 1972, v roce 1974 elektrárna, v červnu 1985 došlo k zastavení baterií koksovny Karolina a v prosinci 1986 byl ukončen provoz úpravny. Bezprostředně poté následovala demolice objektů a zařízení. Kromě dvou objektů Elektrocentrály a tzv. Ústředny (dvojhalí). Obě stavby jsou dnes chráněny jako památky průmyslové architektury, obě byly v roce 1991 prohlášeny kulturními památkami ČR. Demolice celého průmyslového areálu Karolina byla dokončena v roce 1989 odstřelem impozantní funkcionalistické budovy uhelného prádla z roku 1927.

### Sanace prostoru koksovny Karolina

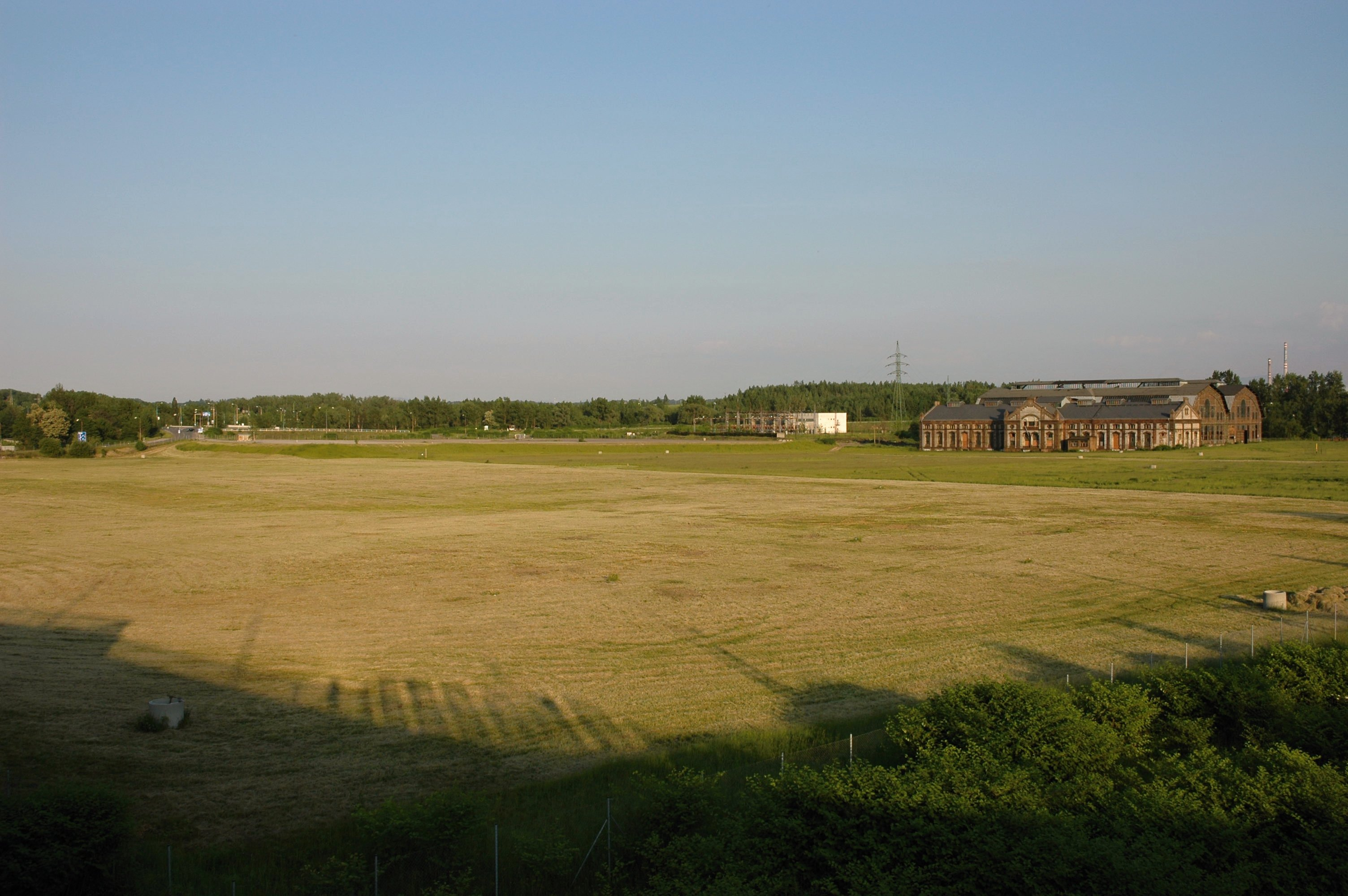
Sanovaná plocha areálu Karolína v roce 2008

Sanaci prostoru bývalého dolu a koksovny Karolina včetně areálu bývalé Žofinské huti prováděla OKD Rekultivace, a.s. Havířov-Prostřední Suchá. Druhou etapu VOKD, a.s., Ostrava-Moravská Ostrava. Investorem bylo OKD, a.s., Ostrava-Moravská Ostrava. Náklady na sanaci 1. etapa 35,4 milionu Kč (1,14 mil. EUR), 2. etapa 11,7 milionu Kč (378 000 EUR). V roce 1997 byly zahájeny průzkumné a v roce 1998 zahájeno čerpání dehtovitých látek. Byly navrtány čtyři odplyňovací vrty do hloubky 160 m. V letech 1999–2005 proběhlo odtěžení kontaminované zeminy toxickými látkami a pomocí termické desorpce se podařilo vyčistit více než 500 tisíc tun zeminy.
Na asanované ploše 32 ha bylo postaveno multifunkční obchodně-zábavní centrum Forum Nová Karolina, residenční objekty Rezidence Nová Karolina s cca 240 (první etapa, celkově v plánu 1 200) bytových jednotek a kancelářský objekt Nova Karolina Park. Projekt představila společnost Multi Development, Holandsko, a česká firma PASSERINVEST GROUP, a.s. Připomínkou průmyslové minulosti jsou kulturní památky dvojhalí a elektrické ústředny s novým názvem Trojhalí. Generálním dodavatelem stavby Nová Karolina Ostrava – Trojhalí byla společnost GEMO OLOMOUC, spol. s r.o., autorem Ing. arch. Josef Pleskot, Ing. Jiří Trčka a Michaela Košařová, investorem TROJHALÍ KAROLINA.

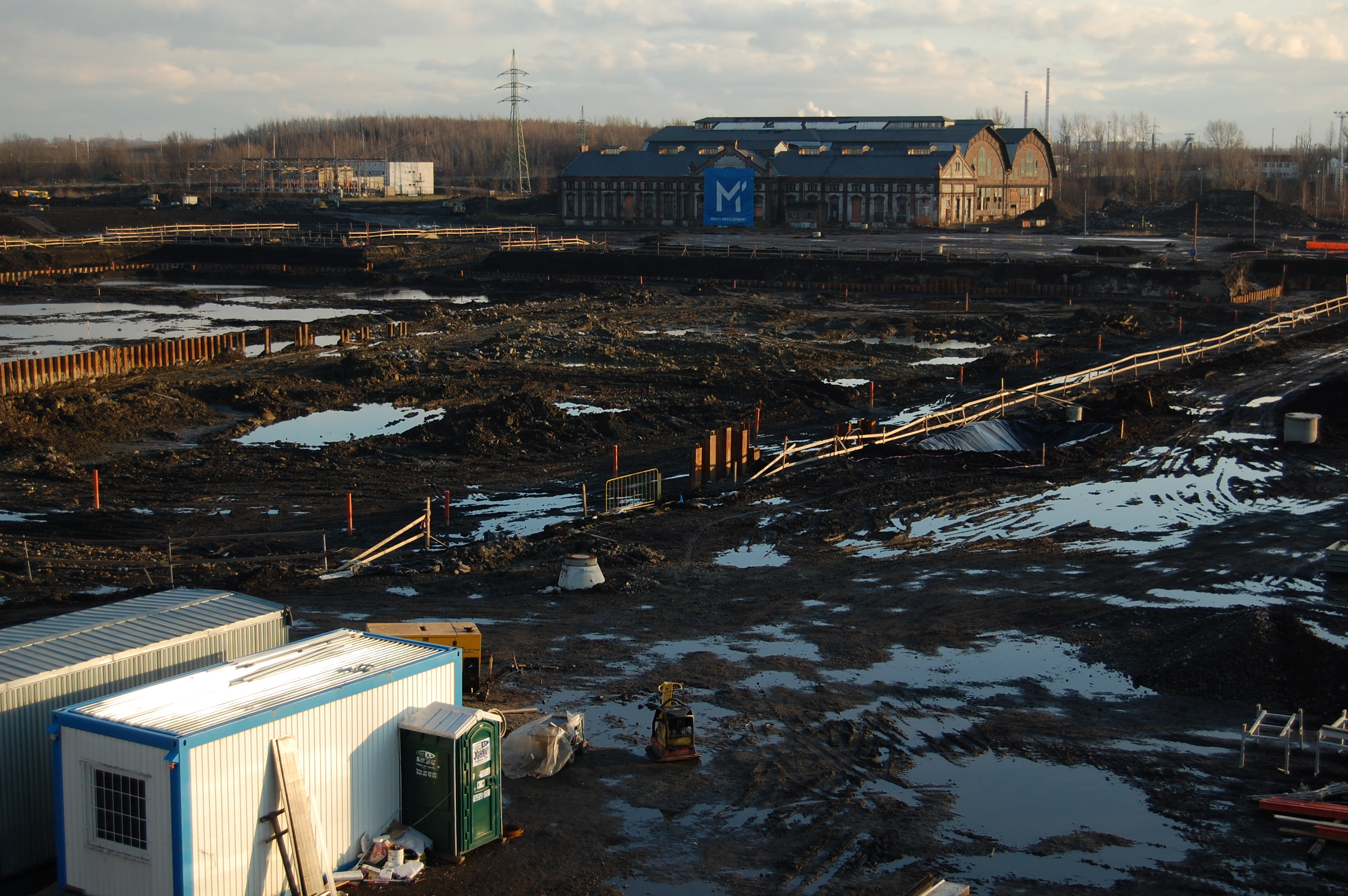
Začátek výstavby Nové Karoliny
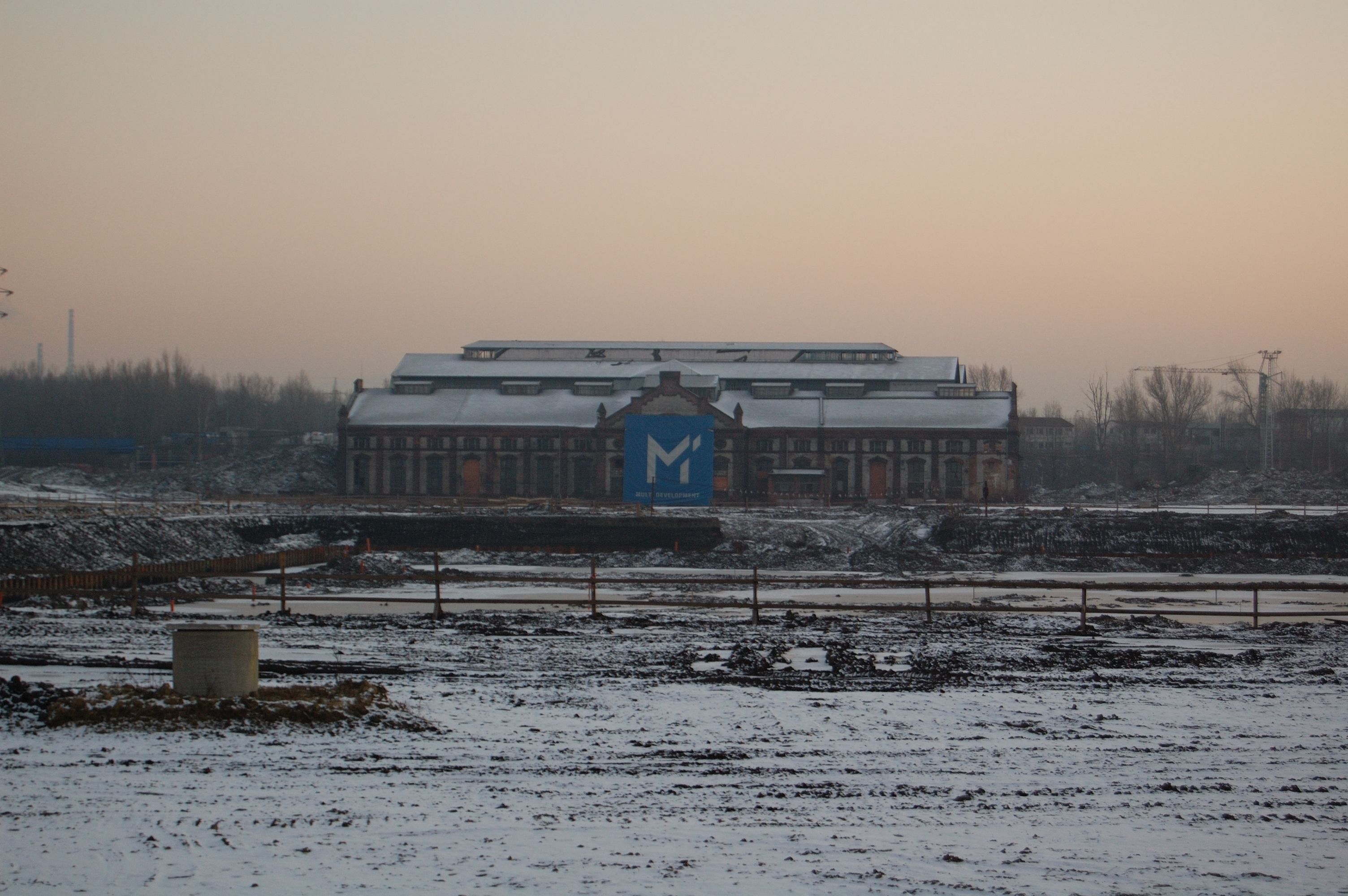
Výstavba Nové Karoliny v zimě 2008/2009.